# Eugen Baum (Bankier)
Eugen Baum (geboren 23. Dezember 1902 in Alzey; gestorben 4. September 1986) war ein deutscher Bankier und Honorarkonsul von Panama.

## Leben
Eugen Baum wurde zur Zeit des Deutschen Kaiserreichs Anfang des 20. Jahrhunderts in eine jüdische Familie als Sohn des Eisenwarenhändlers Ludwig Baum III und der Minna in Rheinhessen hineingeboren
In der Weimarer Republik war Baum in der Reichsfinanzverwaltung tätig. Nach der Machtergreifung 1933 durch die Nationalsozialisten wurde auch Baum zur Zielscheibe der Judenverfolgung. Zunächst wurde er seiner Stellung als Regierungsrat enthoben. 1936 übersiedelten seine Eltern aus der Antoniterstraße in Alzey zu ihm nach Berlin. Während des Zweiten Weltkrieges lehnte der Alzeyer Bürgermeister den Wunsch Baums nach Ausstellung einer Geburtsurkunde ab. Dennoch gelang es Baum schließlich, aus dem nationalsozialistischen Deutschland zu entkommen. In der Folge lebte er einige Jahre als jüdischer Emigrant in Shanghai.
In der Nachkriegszeit war Baum persönlich haftender Gesellschafter des seinerzeit in der Luisenstraße 8/9 in Hannover ansässigen Bankhauses Rudolf Löhr.
1965 erteilte die deutsche Bundesregierung Eugen Baum als Wahlkonsul des südamerikanischen Staates Panama das Exequatur.
Am 29. August 1966 wurde dem Privatbankier in Hannover der Sohn und spätere Unternehmer Gregor Baum, Gründer der Baum Unternehmensgruppe, geboren.
In der ersten Hälfte der 1970er Jahre reisten Eugen Baum und andere ehemalige Einwohner der Stadt Alzey als Teilnehmer zu der Gedenkfeier für die jüdischen Mitbürger am 30. September 1973 im Musiksaal des Staatlichen Aufbaugymnasiums Alzey.
Überredet von seinem Sohn Gregor zum Kauf eines eigenen Rennpferdes, siegte Eugen Baum als Galopprennsportler in Dortmund auf der dortigen Galopprennbahn auf seinem Vollblut „Sand“. Zu Ehren Baums wurde beispielsweise 1992 das mit seinerzeit 20.000 DM notierte Konsul Eugen Baum Gedächtnisrennen veranstaltet.

## Archivalien
Archivalien von und über Eugen Baum finden sich beispielsweise vals Korrespondenz mit Konsul Baum/Bankhaus Rudolf Löhr 1961-1963 im Zentralarchiv Central Archives for the History of the Jewish People Jerusalem (CAHJP).